# Manco Cápac
Manco Cápac ili Ayar Manco (?, 2. pol. 12. stoljeća - ?, poč. 13. stoljeća), legendarni utemeljitelj carstva Inka u Peruu i prvi vladar (Sapa Inka) ovog carstva. Iako je njegovim lik obavijen legendom, istraživači ipak smatraju da je on doista postojao i najvjerojatnije bio vođa klana ili plemenski poglavica, podrijetlom s područja oko jezera Titicaca.

## Životopis
Prema legendi o porijeklu civilizacije Inka, djeca boga Sunca Intija i njegove supruge Mame Quille, Manco Cápac i njegova sestra Mama Ocllo sišli su s neba na sunčevoj zraci na jedan otok na jezeru Titicaca sa zadatkom da osnuju državu koja će stvoriti civilizaciju. Prema drugoj verziji legende, jednoga su dana četvorica braće: Ayar Uchu, Ayar Cachi, Ayar Auca i Ayar Manco i četiri sestre, sinovi i kćeri boga Sunca Intija, izašla iz pećine na planini Tampu-Tocco ("mjesto početaka"). Nakon toga je Bog Sunca sišao na Zemlju i odredio da će Ayar Manco biti vođa i predvodnik svih obiteljskih loza koje će se ujediniti u jedno carstvo. Putem prema plodnoj zemlji, gdje su trebali osnovati državu, Cachi, Huchu i Auca pretvoreni su u kamenje te postali predmetom štovanja (Huaca), a Manco Capac je nastavio put u društvu svoje sestre i supruge Mame Ocllo. Sa sobom su nosili zlatni štap kojeg su gurali u zemlju, i na mjestu gdje bi zlatni štap do kraja nestao, tu su trebali osnovati grad. Stigavši u dolinu Huaynapata, proročanstvo se obistinilo i na tom su mjestu osnovali grad Cuzco i podigli hram u čast boga Intija.
Ayar Manco je postao prvi vladar Cuzca te je pod vladarskim imenom Manco Capac, upravljao teritorijem, razvijao poljodjelstvo, gradio nasipe, obrazovao narod i pokorio okolna divlja plemena pod svoju vlast. Prema tradiciji Inka, nakon smrti pretvorio se u kamen i postao predmetom štovanja, kao i njegova supruga Mama Ocllo. Ova legenda se i danas prepričava među autohtonim snanovništvom nekadašnjeg Inka carstva.
Manco Cápac bio je otac drugog vladara Inka carstva Sinchi Roca.